# 門内仁志
門内 仁志（かどうち ひとし、1955年〈昭和30年〉6月27日-）は日本の実業家。大東建託の代表取締役副社長を務めた。

## 来歴
愛知県出身。愛知県立松蔭高等学校、名城大学理工学部建築学科卒業。株式会社大仙を経て大東建託に入社し、購買部長や執行役員、大東トレーティングやケアパートナーズ、ガスパル関東、大東建物管理などの子会社の代表取締役を歴任して2009年に大東建託の取締役に就任し、2013年に熊切直美が大東建託代表取締役社長に就任すると同時に同社の代表取締役副社長に就任する。
2017年に大東建託代表取締役副社長を、同年中に同社取締役を退任する。

## 経歴
- 1978（昭和53）年
  - 4月:株式会社大仙入社。
- 1980（昭和55）年
  - 9月:大東建託入社。
- 1993（平成5）年
  - 4月:同社東大阪支店長。
- 1995（平成7）年
  - 4月:同社購買部長。
- 2000（平成12）年
  - 4月:同社西日本工事統括部長。
- 2001（平成13）年
  - 4月:同社執行役員　関連事業本部長
  - 4月:大東トレーティング代表取締役社長
  - 4月:ケアパートナー代表取締役
  - 4月:DAITO ASIA DEVELOPMENT(MALAYSIA)SDN.BHD.代表取締役社長
- 2002（平成14）年
  - 4月:ガスパル関東代表取締役
  - 4月:ガスパル東北代表取締役
  - 4月:ガスパル中部代表取締役
  - 12月:ガスパル九州代表取締役
  - 12月:ガスパル中国代表取締役
  - 12月:ガスパル近畿代表取締役
- 2007（平成19）年
  - 4月:大東建託執行役員　管理統括部長
  - 4月:大東建物管理　代表取締役社長兼任（2017年まで[2]）。
- 2009（平成21）年
  - 6月:大東建託取締役　管理統括部長
- 2010（平成22）年
  - 6月:大東ファーム代表取締役兼任
- 2012（平成24）年
  - 4月:大東建託取締役　常務執行役員　管理サービス部長兼テナント営業統括部担当
- 2013（平成25）年
  - 4月:同社代表取締役副社長　管理サービス部長兼不動産事業本部・子会社事業本部担当
- 2015（平成25）年
  - 4月:同社代表取締役副社長　不動産事業本部・関連事業本部担当
- 2017（平成29）年
  - 4月:同社代表取締役を降り、取締役となる。
  - 6月:同社取締役退任。

## 参考資料
- “第42期有価証券報告書” (PDF).   大東建託株式会社 (2016年6月28日). 2019年5月11日閲覧。